# Dahomey aux Jeux olympiques d'été de 1972
Le Dahomey participe aux Jeux olympiques d'été de 1972 qui se déroulent du 26 août au 11 septembre 1972 à Munich en Allemagne. Il s'agit de la première participation à des Jeux d'été, le comité olympique dahoméen ayant été reconnu en 1962.
Trois sportifs participent aux jeux, deux boxeurs et un athlète, tous éliminés au premier tour.
La République du Dahomey est issue de la Communauté française dont elle devient indépendante en août 1960. Il faudra attendre 1980 pour voir le retour de la nation aux jeux ; entre-temps, le pays est le théâtre d'un coup d’État en octobre 1972 suivi trois ans plus tard d'une nouvelle dénomination pour être renommé République populaire du Bénin.

## Résultats

### Athlétisme
Hommes
Courses
| Athlète           | Épreuve | Séries   | Séries | Quarts de finale | Quarts de finale | Demi-finale | Demi-finale | Finale   | Finale |
| Athlète           | Épreuve | Résultat | Rang   | Résultat         | Rang             | Résultat    | Rang        | Résultat | Rang   |
| ----------------- | ------- | -------- | ------ | ---------------- | ---------------- | ----------- | ----------- | -------- | ------ |
| Ibrahima Idrissou | 400 m   | 48 s 50  | 6e     | NC               | NC               | NC          | NC          | NC       | NC     |

### Boxe
| Athlète             | Compétition         | 1/32 de finale          | 1/16 de finale      | 1/8 de finale       | Quarts de finale    | Demi-finales        | Finale              |
| Athlète             | Compétition         | Adversaire Résultat     | Adversaire Résultat | Adversaire Résultat | Adversaire Résultat | Adversaire Résultat | Adversaire Résultat |
| ------------------- | ------------------- | ----------------------- | ------------------- | ------------------- | ------------------- | ------------------- | ------------------- |
| Meriga Salou Seriki | Mi-mouches (-48 kg) | Said Ahmed El-Ashry 0-5 | NC                  | NC                  | NC                  | NC                  | NC                  |
| Leopold Agbazo      | Coq (- 54 kg)       | Abdelaziz Hammi 0-5     | NC                  | NC                  | NC                  | NC                  | NC                  |